# CHADE-CADE

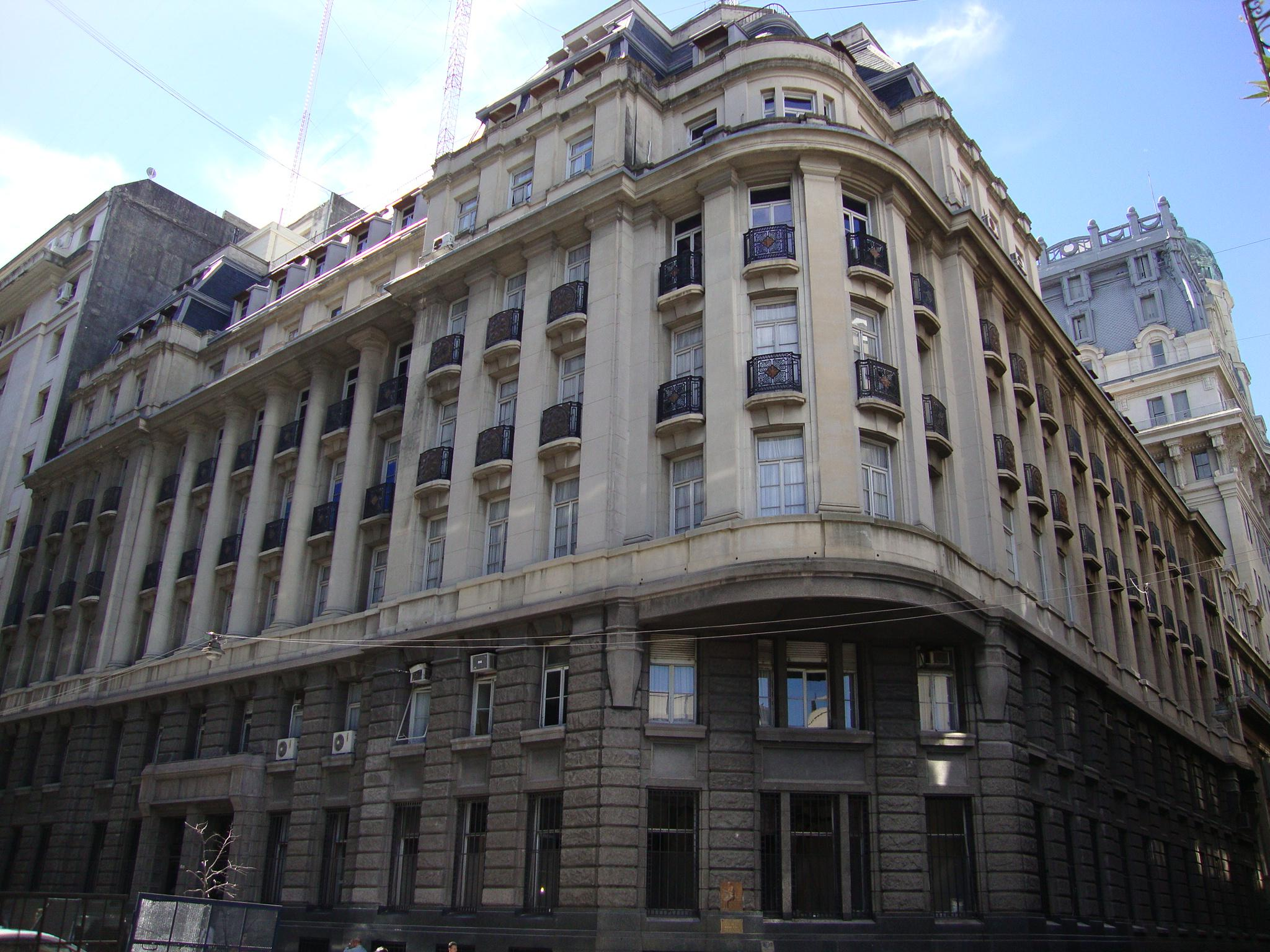
Edificio de la CHADE en Balcarce 184, heredado de la CATE.

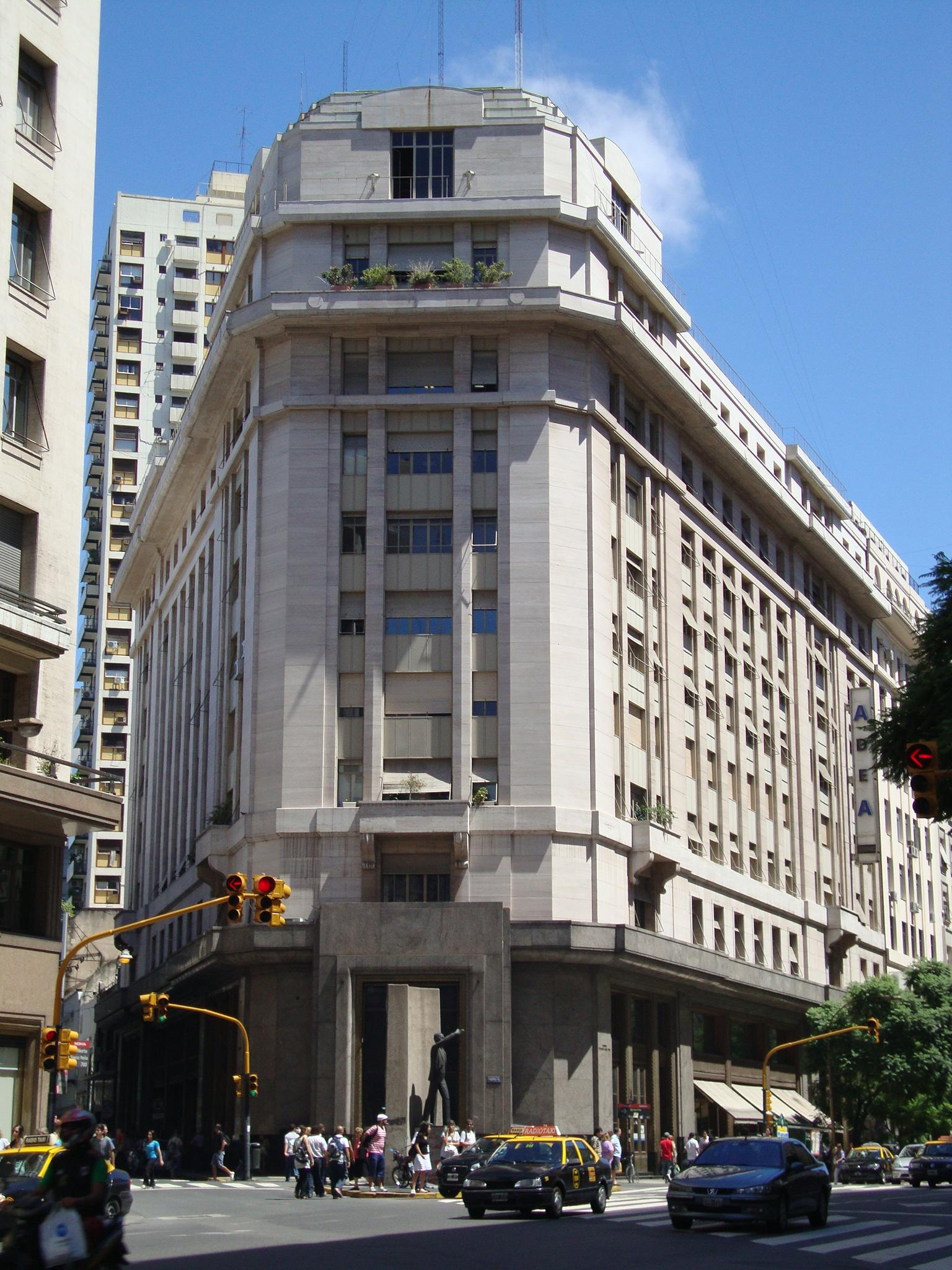
Edificio Volta, sede de las oficinas de la CHADE inaugurada en 1935.

CHADE y CADE fueron las siglas utilizadas sucesivamente por una empresa de electricidad perteneciente al holding europeo Sofina con sede en Bruselas, creada en 1920, que se destacó por prestar el servicio eléctrico en la Ciudad de Buenos Aires y sus alrededores entre 1921 y 1961. Su nombre originario fue Compañía Hispano Americana de Electricidad (CHADE), que fue cambiado en 1936 por el de Compañía Argentina de Electricidad (CADE). En 1921 la CHADE compró los activos de la Compañía Alemana Transatlántica de Electricidad (CATE), de capitales alemanes, incluyendo la concesión del servicio eléctrico de la Ciudad de Buenos Aires otorgada en 1907 por un plazo de 50 años. En 1958 la CADE integró como accionista mayoritaria la empresa mixta Servicios Eléctricos del Gran Buenos Aires (Segba), vendiendo sus acciones al Estado argentino en 1961.
Aunque los capitales españoles fueron minoritarios, la empresa por razones estratégicas tuvo su sede en Madrid y Barcelona y entre sus directivos se destacó el político español Francisco Cambó, llegando a ser en la década de 1930 la tercera empresa más grande de España. La firma se volvió célebre por el llamado escándalo de la CHADE, cuando salió a la luz que llevaba adelante una política sistemática de corrupción de funcionarios, tanto en la Argentina, como en Chile y Uruguay, llegando a sobornar al presidente radical Marcelo T. de Alvear y al presidente conservador Agustín P. Justo (1932-1938).
La CHADE-CADE aplicó una política comercial que utilizó exclusivamente hidrocarburos como materia prima para la producción de electricidad, bloqueando el desarrollo de la energía hidroeléctrica en Argentina.
Realizó un acuerdo monopólico con la empresa estadounidense ANSEC para repartirse el mercado argentino de electricidad, y con la Compañía Ítalo Argentina de Electricidad (CIAE), para repartirse el mercado eléctrico de la Ciudad de Buenos Aires y sus alrededores. En 1936 la CADE y la CIAE sobornaron a altos funcionarios argentinos para extender sus concesiones otorgadas por 50 años, otros 40 años, y para dejar sin efecto la cláusula que las obligaba a entregar sus activos a la Ciudad de Buenos Aires al finalizar la concesión.

## Historia

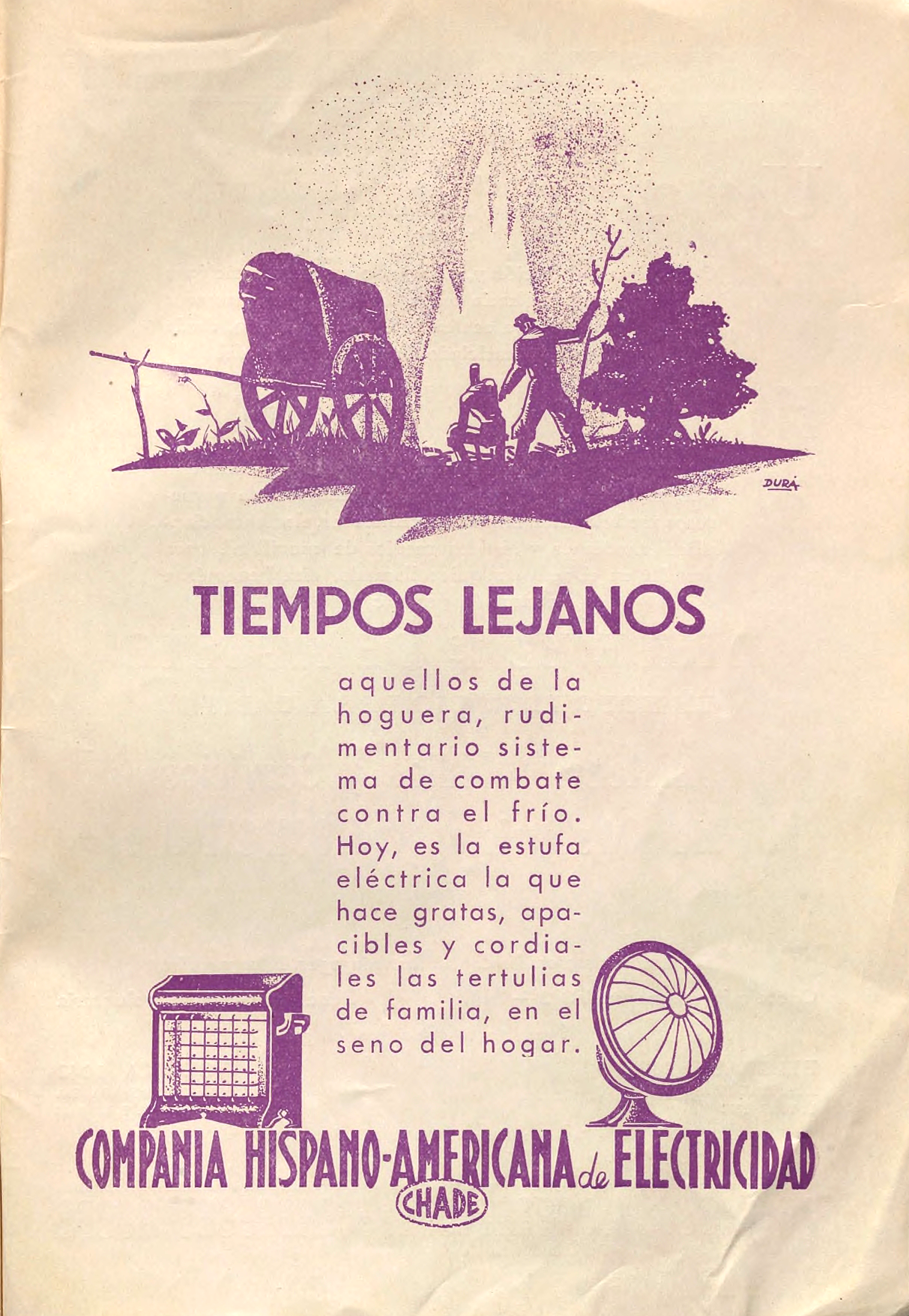
Aviso publicitario de la Compañía Hispano-Americana de Electricidad (CHADE) en la revista argentina "Hojas españolas" de marzo de 1934.

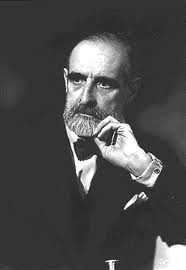
El político catalanista y conservador Francisco Cambó fue el presidente de la CHADE. Impuso una gestión empresarial que promovió sistemáticamente la corrupción política.

La derrota de Alemania en la Primera Guerra Mundial (1914-1918) llevó a ese país a una seria crisis económica y política, que complicó la situación financiera de muchas empresas de capitales alemanes. Entre ellas se encontraba la Compañía Alemana Transatlántica de Electricidad (CATE) que era titular de una concesión por 50 años, iniciada en 1907, del servicio eléctrico de la Ciudad de Buenos Aires, por entonces uno de los tres más grandes del mundo.
El trust de capitales europeos Sofina, con sede en Bruselas, decidió aprovechar la situación para comprar la CATE. Para ello, en 1920 Sofina decidió crear una empresa que radicó en España por razones de estrategia empresarial, que fue denominada Compañía Hispano Argentina de Electricidad (CHADE). Sofina preservó el control accionario de la CHADE, en la que solo una parte minoritaria del capital, de alrededor del 20%, era español y estaba representados por quien sería primero vicepresidente y luego presidente de la empresa, Francisco Cambó, un político español catalanista y conservador. Otro alto directivo de la CHADE fue Daniel Heineman, perteneciente al directorio de Sofina. Sofina a su vez era propietaria de la Compañía de Tranvías Anglo Argentina, que monopolizaba el extenso servicio de tranvías y trenes subterráneos de la ciudad.
Bajo la gestión de Cambó la CHADE y luego su sucesora la CADE, llevó adelante una política sistemática de corrupción, tanto en la Argentina, como en Chile y Uruguay, llegando a sobornar al presidente radical Marcelo T. de Alvear (1922-1928) y al presidente conservador Agustín P. Justo (1932-1938). Su biógrafo Borja de Riquer i Permanyer dice al respecto:

La propia CHADE, durante los años en que fue presidida por él (Francisco Cambó), recurrió constantemente al soborno de políticos argentinos, uruguayos y chilenos para defender sus grandes intereses económicos. Fueron especialmente escandalosas las relaciones de la CHADE con el partido Radical argentino, con el presidente Marcelo T. Alvear, así como con el intendente de Buenos Aires, Mariano de Vedia y Mitre y, más tarde, con el presidente Agustín P. Justo.

Hacia fines de la década de 1920 los trusts mundiales Sofina (europeo) y Ebasco (estadounidense) llegaron a un acuerdo monopólico para repartirse el mercado eléctrico argentino de modo tal que a Sofina le quedara toda el área de influencia de Buenos Aires (que a su vez se había repartido con la Ítalo), mientras que a la Ebasco le quedaba el resto del país. La trustificación del mercado eléctrico argentino postergaría por décadas la electrificación del campo y promovería un uso desproporcionado de los hidrocarburos al optar por el uso de centrales termoeléctricas, en lugar de construir centrales hidroeléctricas. Tres décadas después, Brasil había conformado un sistema eléctrico apoyado en un 75% en la energía hidroeléctrica, que impulsó fuertemente la industrialización a pesar de no contar con petróleo dentro de su territorio, mientras que en la Argentina ese aporte era sólo del 8%, que al volverlo totalmente dependiente del petróleo, obró sistemáticamente como límite para el desarrollo industrial, cada vez que no se lograba el "autoabastecimiento" petrolero.

La CHADE, que durante décadas taponó la posibilidad de que Argentina tuviera usinas hidroeléctricas, mantenía el sistema termoeléctrico porque requería carbón. Y ese carbón se importaba de Inglaterra y se extraía de minas que también eran de SOFINA y que entraban sin pagar ningún gravamen.
Jorge Lanata

## La "súper-usina" de Puerto Nuevo
En 1927 la CHADE inauguró una gran usina termoeléctrica en terrenos ganados al Río de la Plata que conformaron el Puerto Nuevo. En 1932 la Ítalo también construyó una súper-usina en las cercanías.
La usina tenía una potencia total de 900.000 HP, con 12 turbinas y 42 calderas. Estaba ubicada en un terreno de 140.400 m². Con esta usina la empresa aumentó su producción de 124.190 kWh de energía producida en 1914 por la CATE, a 241.000 kWh, en 1927. Pese a ello, la inversión resultó menor que la necesaria para atender la demanda de sus clientes.
La razón de que las dos "super-usinas" hubieran sido instaladas en Puerto Nuevo se debió al hecho crucial, desde el punto de vista técnico-económico, de la ubicación en un lugar donde el carbón pudiera ser descargado directamente desde los barcos que lo traían de Inglaterra. Por ese motivo la Municipalidad entregó gratuitamente a las empresas esos terrenos, que habían sido ganados al río, en el entendimiento de que la reducción de costos operativos se traduciría en una reducción equivalente de las elevadas tarifas. Pese a ello ni la CHADE, ni la Ítalo, rebajaron las tarifas.
En la década de 1920 las dos empresas eléctricas de la Ciudad de Buenos Aires, pero con claro predominio de la CHADE, extendieron su dominio hacia lo que luego se llamaría el conurbano bonaerense, comprando las empresas eléctrica comunales. La memoria que el presidente Francisco Cambó presentó a los accionistas el 28 de mayo de 1930, en plena crisis mundial, describe la situación floreciente de la CHADE, gracias a la expansión territorial:

A pesar de las dificultades financieras con que se ha desarrollado la vida económica mundial durante el año 1929, los negocios en los que participa nuestra compañía han continuado igualmente en progreso normal. Las sociedades en que participamos no solamente han podido mantener el dividendo de años anteriores, sino que en algunas de ellas se han elevado considerablemente... Ello permite al consejo, sin abandonar su tradicional política de prudencia, proponer el pago de un dividendo de 17% oro, libre de impuestos españoles, contra 15% oro en el ejercicio anterior.
Memoria 1929, página 4366

## El escándalo de la CHADE

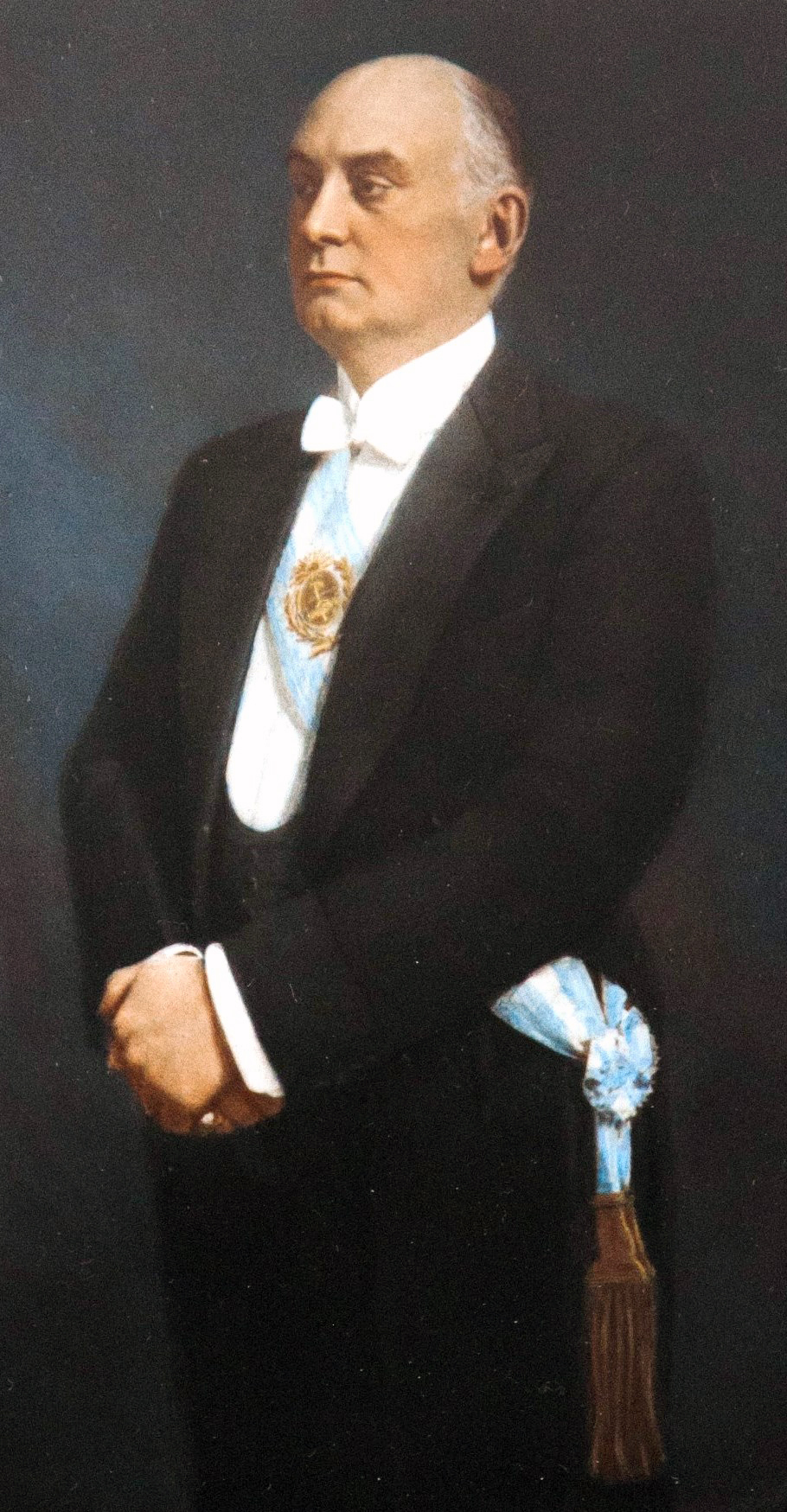
El escándalo de la CHADE reveló que el expresidente radical Marcelo T. de Alvear fue uno de los funcionarios sobornados.

El 6 de septiembre de 1930 fue derrocado por un golpe cívico-militar el gobierno presidido por el presidente Hipólito Yrigoyen, quien en su primer mandato iniciado en 1916 se había convertido en el primer presidente democrático de la historia argentina. El poder pasó a estar controlado por una alianza de radicales antiyrigoyenistas (antipersonalistas), conservadores y socialistas llamada La Concordancia, que luego de una etapa dictatorial, tomó el poder mediante un régimen fraudulento conocido como "la Década Infame". Las empresas eléctricas tuvieron una fuerte influencia sobre el gobierno durante la Década Infame, mediante sobornos sistemáticos, o a través de la presencia de políticos que habían sido o serían directivos de las mismas, como el ministro de Hacienda Alberto Hueyo, que fue presidente de la CADE -sucesora de la CHADE-, o tenían conflictos de intereses, como fue el caso del también ministro de Hacienda Federico Pinedo, que se había desempeñado como abogado de la CHADE.
En 1932 la CHADE debió enfrentar los reclamos de la Junta de Sociedades de Fomento Pro Rebaja de Tarifas de Electricidad, presidida por Jorge Del Río, que puso en evidencia un escandaloso patrón de irregularidades en perjuicio de los usuarios, que incluía la elevación fraudulenta de las tarifas.
La denuncia ganó la primera plana, cuando ese mismo año el Concejo Deliberante abrió una investigación que concluyó con la elaboración de tres proyectos de ordenanzas, sancionando severamente a la CHADE y la CIAE, controlando las tarifas, verificando los costos de producción y mandando a investigar las cobranzas indebidas. Al año siguiente el Concejo Deliberante volvió sobre sus pasos y designó una "Comisión de Conciliación", integrada por los decanos de las facultades de Derecho, Ciencias Económicas e Ingeniería de la Universidad de Buenos Aires, que emitió un dictamen abiertamente favorable a las empresas concesionarias. El escándalo llegó a un punto tal que obligó al intendente Mariano de Vedia y Mitre a vetar la ordenanza, poniendo al descubierto las graves irregularidades que contenía, la violación a los términos de las concesiones y las sospechas de corrupción.
El escándalo alcanzó su punto culminante en 1936 cuando el Concejo Deliberante modificó los términos de la concesión original de la CHADE-CADE y CIAE por medio de las ordenanzas N.º 8028 y 8029, con una anticipación de 25 años respecto del vencimiento del plazo original. Dichas modificaciones extendían la concesión 25 años más (desde 1957), con opción a otros 25 y dejaba sin efecto la "cláusula de reversión", que establecía que los edificios, terrenos, maquinarias, red de cables, cajas de distribución, conexiones, estaciones secundarias y de transformación pasarían automáticamente al patrimonio de la Municipalidad de Buenos Aires sin cargo al término del contrato.
Los concejales de la Unión Cívica Radical, que eran mayoría en el Concejo, habían sido sobornados con el visto bueno del expresidente Marcelo T. de Alvear. El informe dejó al descubierto los sobornos percibidos tanto por funcionarios de la Concordancia como de la Unión Cívica Radical.
Los directivos de la empresa que planearon, ordenaron y ejecutaron los delitos y actos de corrupción fueron Francisco Cambó (presidente) Daniel Heineman (vicepresidente), Rafael Vehils, que organizó todos los aspectos de los sobornos y la trama delictiva, y Andrés Bausilis, gerente general de la CADE.

## CADE, un simple cambio de nombre
En 1936, en medio del escándalo, la CHADE cambió su nombre a Compañía Argentina de Electricidad (CADE), con el fin de aparentar que la empresa había sido argentinizada.

## La Revolución del 43 y elInforme Rodríguez Conde

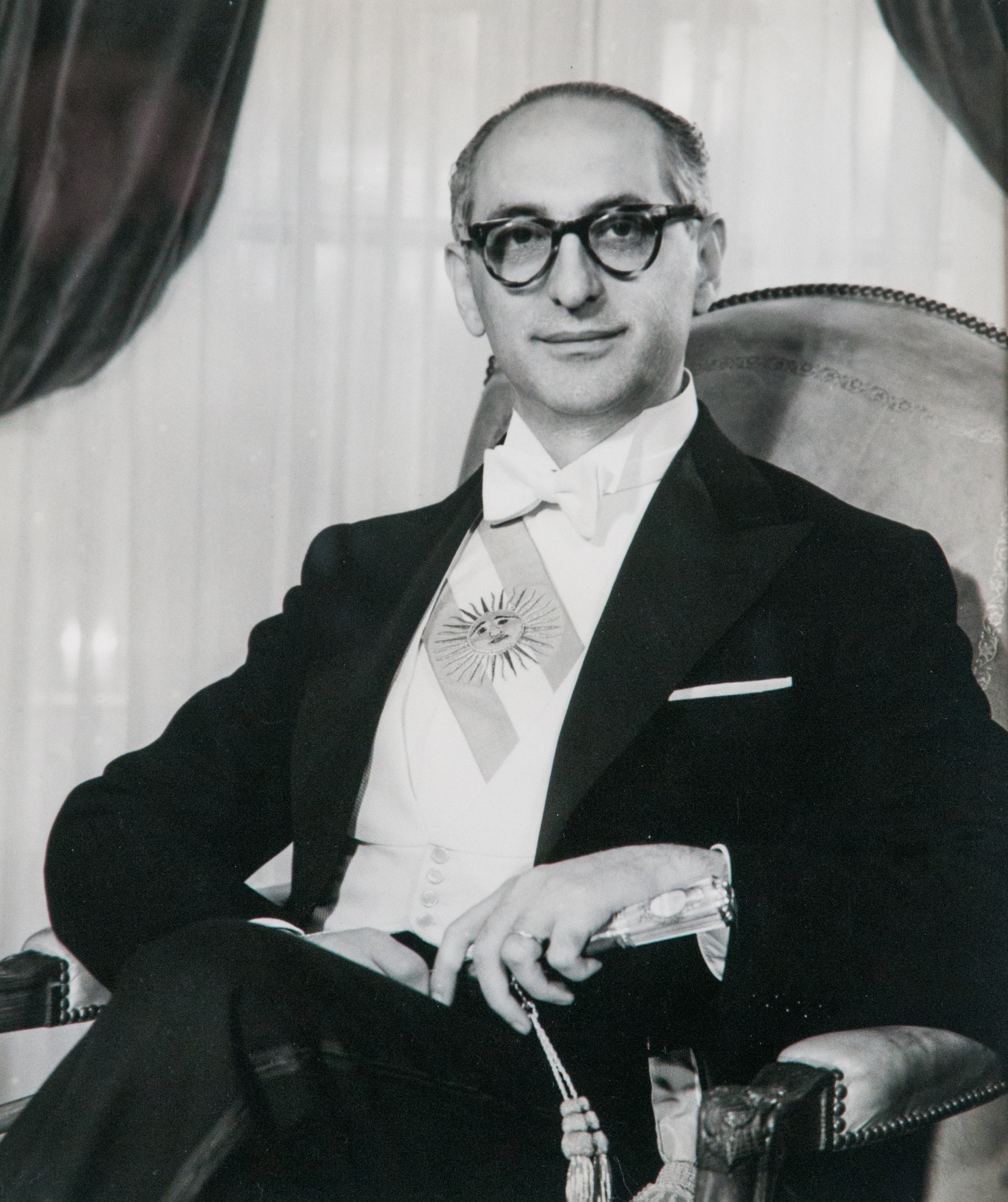
Contra sus promesas de campaña, Arturo Frondizi realizó en 1958 un acuerdo que dejó definitivamente si efecto el Informe Rodríguez Conde de 1944, por el que se creó una nueva empresa llamada Segba, en la que la CADE tuvo el 72% del capital y el Estado el restante 28%.

Una de las primeras medidas tomadas por el general Pedro Pablo Ramírez luego de derrocar al presidente Ramón Castillo el 4 de junio de 1943 y asumir el gobierno el 7 de junio fue crear una Comisión Investigadora de los pormenores de la prórroga de las concesiones eléctricas en 1936. La Comisión fue puesta bajo la dirección del Coronel Matías Rodríguez Conde y estaba integrada también por el ingeniero Juan Sabato (hermano del escritor Ernesto Sabato y futuro miembro del grupo íntimo de Raúl Alfonsín) y el abogado Juan P. Oliver.
La Comisión entrevistó a la mayor parte de los involucrados y obtuvo documentación crucial para develar los mecanismos internos de la corrupción, como el intercambio telegráfico interno de las empresas.
El 27 de mayo de 1944 la Comisión terminó su trabajo realizando un informe y proponiendo dos decretos para retirar la personería jurídica de la CADE (sucesora de la CHADE) y la CIADE, cancelando las concesiones y disponiendo la expropiación.
Sin embargo el informe no fue publicado sino hasta que el Congreso de la Nación lo dispusiera en 1958 y el trámite de los proyectos de decretos dejando sin efecto las ordenanzas de 1936, quedó paralizado por decisión del vicepresidente Juan D. Perón. La justicia penal por su parte declaró la prescripción de los delitos.
La CADE sería una de las pocas empresas estratégicas no estatizadas durante el gobierno de Perón (1946-1955), puesto que ella había ayudado financieramente en la campaña de Perón para las elecciones. Jorge Del Río señala por su parte que, sin desmontar el poder del trío CADE-ANSEC-CIAE, Perón tuvo el mérito de crear la empresa estatal Agua y Energía Eléctrica y fomentó el desarrollo de usinas populares cooperativas.
En 1955 tomó el poder una dictadura autodenominada Revolución Libertadora luego de derrocar al gobierno constitucional presidido por Juan D. Perón. Los días 24 y 25 de abril de 1956, la Junta Consultiva de la dictadura, integrada por los partidos antiperonistas, aconsejó aprobar los decretos recomendados por el Informe Rodríguez Conde, cancelando las personerías jurídicas de la CADE, la CIADE y la ANSEC. El 22 de julio de 1957 una Comisión Asesora presidida por el procurador Sebastián Soler, aconsejó declarar nulos los decretos de 1936 y restablecer las concesiones de 1907 y 1912.
El 23 de julio de 1957 el dictador Pedro Eugenio Aramburu siguió este último consejo y firmó el Decreto N.º 8377/57, declarando la nulidad de los dos decretos de 1936 y declarando la vigencia de las concesiones tal como habían sido establecidas en 1907 para la CADE y el 1912 para la CIADE. Debido a que la concesión de la CADE vencía ese el 31 de diciembre de ese año, el decreto dispuso la intervención de la CADE a fin de garantizar la entrega de sus bienes a la Municipalidad de Buenos Aires.
La CADE y la CIADE iniciaron entonces una campaña internacional contra la decisión de la dictadura y cuestionaron judicialmente el decreto de nulidad de las concesiones y solicitó una medida de no innovar. La dictadura aceptó la medida de no innovar y el juez interviniente la dictó, aclarando que la misma no impedía al Estado ejercer su derecho de expropiar las empresas si así lo decidía. Al llegar el 31 de diciembre de 1957, fecha de finalización de la concesión de la CADE iniciada en 1907, nada sucedió.
Pocos meses después asumió la presidencia Arturo Frondizi, candidato de la el Unión Cívica Radical Intransigente (UCRI) que se definía a sí misma como "anticadista". Del Río da cuenta de los datos históricos que señalan que Frondizi tenía un arreglo con las empresas eléctricas antes de ser elegido. A poco de asumir Frondizi envió al Congreso un proyecto aprobando un acuerdo del Estado con la CADE, elaborado por la empresa madre Sofina, que fue aprobado como Ley N.º 14.772. La Ley dispuso crear una nueva empresa llamada Segba (Servicios Eléctricos del Gran Buenos Aires), integrada por la CADE y el Estado, que aportó nuevamente a la empresa el capital formalmente recibido, quedando liberados los accionistas privados de realizar inversiones. El acuerdo definitivo reconoció a la CADE el 72% del capital de la empresa y al Estado nacional el 28% restante, pero tres años después, Frondizi dispuso que el Estado argentino comprara todas las acciones de la CADE en Segba.